# Roberto Malatesta
Roberto Malatesta (Roma 1440- ib., 10 de septiembre de 1482) condotiero y señor de Rimini y Cesena

## Biografía
Roberto aunque nace en Roma como hijo ilegítimo de Segismundo Pandolfo Malatesta y su amante Vannetta dei Toschi di Fano es legitimado en 1450 y debuta como diplomático papal ante Alfonso V de Aragón en 1457.

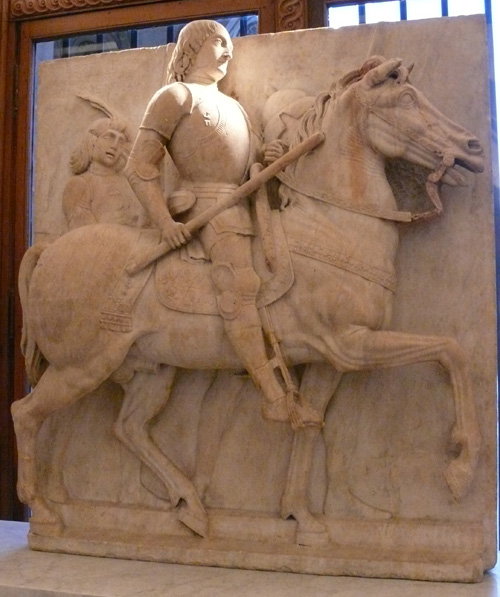
Mármol de su tumba, erigida por Sixto IV.

En 1468 después de la muerte de su padre, el Papa Pio II le ofrece a Malatesta abandonar la ciudad de Rimini por dinero. Ante el desaire de este, el Papa envía un ejército comandado por Napoleone Orsini (1420-1480), pero la victoria de 1469, obliga a las tropas papales a replegarse. En ese mismo año muere Pío II y él aprovecha la oportunidad para recuperar varios castillos y el nuevo Papa Sixto IV levanta así la prohibición de Rimini.
Es en 1480 nombrado general de la República de Venecia y en 1482 Venecia con el Papa forman una liga contra el rey de Nápoles, el duque de Florencia y las ciudades de Milán y Ferrara donde bajo su mando logran la victoria del Campo Morto (21 de agosto de 1482).